# Gnilik czarny
Gnilik czarny (Margarinotus (Ptomister) brunneus) – gatunek chrząszcza z rodziny gnilikowatych i podrodziny Histerinae.

## Taksonomia
Gatunek opisany został w 1775 roku przez Johana Christiana Fabriciusa, jako Hister brunneus.

## Opis
Ciało długości od 4 do 7 mm. Czułki od ciała jaśniejsze. Bruzdka czołowa półkolista, bez załamania, niekiedy pośrodku przerwana. Przedplecze o bruzdkach bocznych nierównoległych: wewnętrzna przybliżona z tyłu do zewnętrznej. Pokrywy z czterema pełnymi bruzdkami grzbietowymi i fragmentem piątej u podstawy, wgniecione słabiej u podstawy i silniej przed wierzchołkiem. Epipleury pokryw punktowane. Odnóża przednie z 5-6 ząbkami na goleniach. Propigidium punktowane dwojako: duże punkty podwójne i drobniejsze punkciki. Pygidium punktowane gęsto.

## Biologia i ekologia
Przebywa pod padliną, w gnijących szczątkach roślin, grzybach, nawozie, odchodach oraz na wyciekającym soku drzew liściastych.

## Rozprzestrzenienie
Gatunek palearktyczny. W Europie wykazany został z prawie wszystkich krajów. Ponadto znany z Syberii i Japonii.
W Polsce pospolity na terenie całego kraju.